# Aires protégées d'Arménie

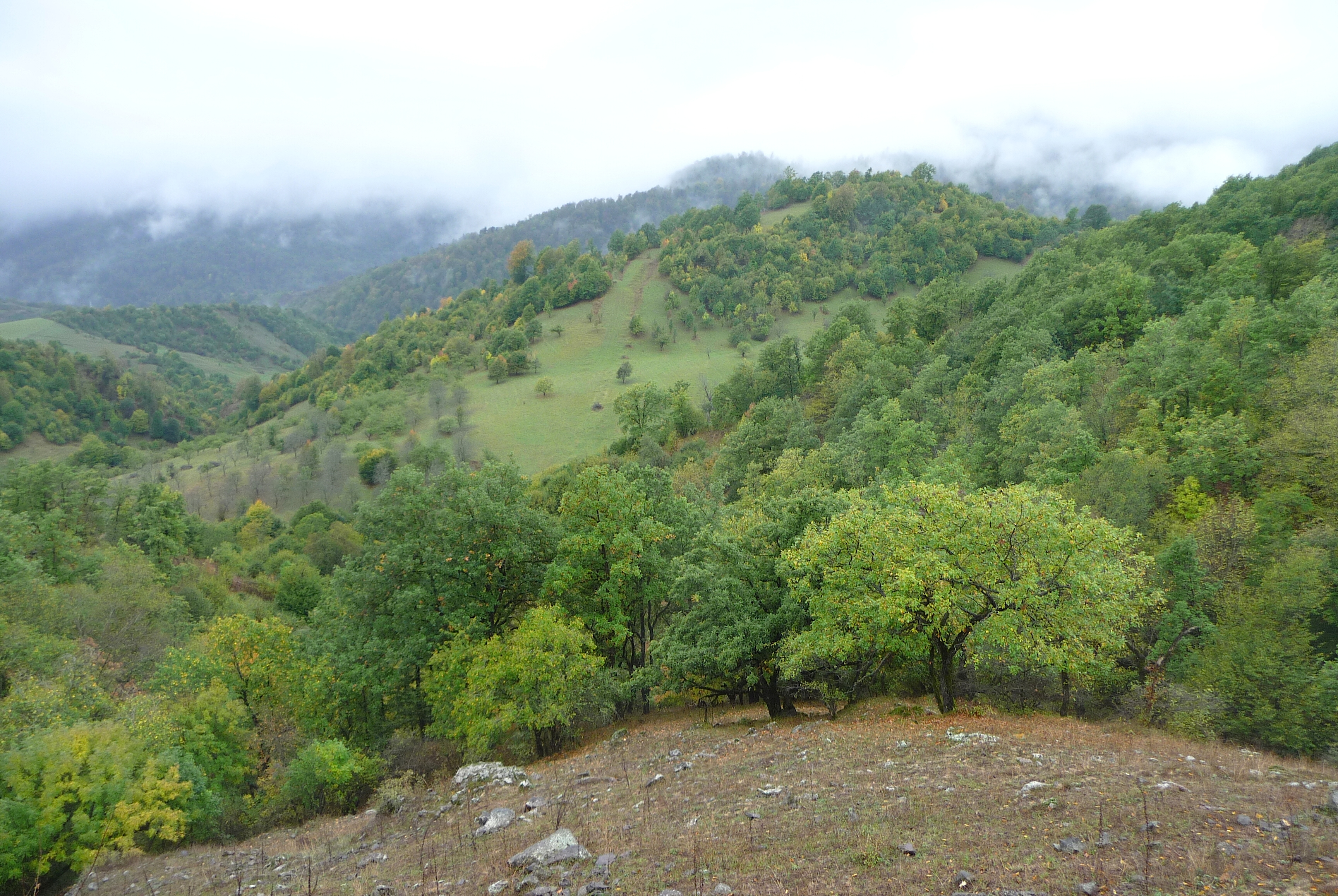
Parc national de Dilidjan

Les aires protégées d'Arménie atteignent une surface de 374 000 hectares, ce qui représente plus de 12 % de la surface totale de son territoire. En 2011, l'Arménie possédait 3 zapovedniks, 4 parc nationaux, 27 zakazniks.

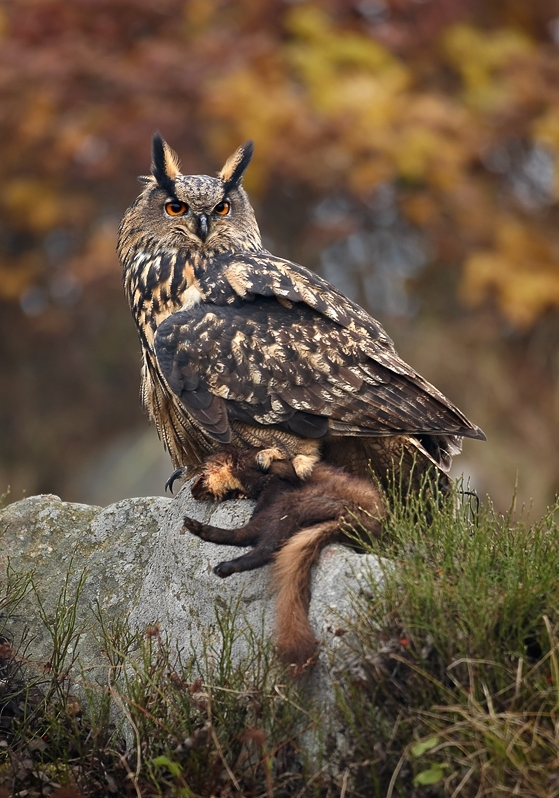
Hibou grand-duc

Dans ces aires, 60 % des espèces de la flore d'Arménie et de la faune d'Arménie sont protégées. La protection s'étend pratiquement à environ 6 % du territoire du pays, ce qui est tout à fait insuffisant eu égard à la richesse, à la diversité biologique et paysagère et aux fortes pressions anthropiques. Ce sont les territoires couverts principalement de forêts qui sont protégés à l'exception du Parc national de Sevan (en).
Le concept des zones naturelles spécialement protégées en Arménie a commencé à apparaître en 1958. Conformément à la loi de 1991 Sur la protection particulière des territoires naturels, ces zones ont le statut de zapovedniks, de parcs nationaux, de zakazniks ou encore de monuments naturels dans le pays.

## Zapovednik
Selon la législation arménienne sur la protection de l'environnement, un zapovednik de l'État est « une zone de protection spéciale de valeur écologique, scientifique, historique, culturelle, esthétique où les processus de développement de l'environnement naturel se déroulent sans intervention humaine directe ». Les activités humaines y sont limitées à la recherche scientifique.

### Zapovednik de Khosrov
Au IVe siècle de notre ère, le tsar Khosrov III a décrété que les pentes sud-ouest du plateau de Gegamski formeraient une réserve. À cet endroit, grâce à ce décret, une forêt a été créée. Pendant des siècles, la forêt de Khosrov est restée un terrain de chasse pour la noblesse et des animaux y ont été introduits et élevés qui provenaient du Moyen-Orient et principalement de la Perse voisine.
En 1958, les forêts de Khosrov, composées de 8 territoires distincts, ont été réunies en un zapovednik unique. Le zapovednik de Khosrov est situé au sud-est d'Erevan, au sud-ouest du plateau volcanique de Gegamski, dans le bassin des rivières Azat et Vedi. Il se situe au nord-est de l'oblast d'Ararat, à une altitude de 1 400–2 250 mètres ; sa superficie est de 29 196 ha dont 9 000 ha sont couverts de forêts. Ce zapovednik présente un relief assez complexe et dispose de paysages étonnants.
La flore du zapovednik est riche. On y trouve plus de 1 800 espèces de plantes, dont 156 sont considérées comme rares, 146 sont répertoriées dans le Livre rouge de l'Arménie. La faune est diversifiée : parmi les espèces représentées, on trouve 30 espèces de reptiles, 142 espèces d'oiseaux, 55 espèces de mammifères. On y trouve également des amphibiens, des arachnides, etc. En 2008, le zapovednik abritait une population de 10 à 13 panthères de Perse.

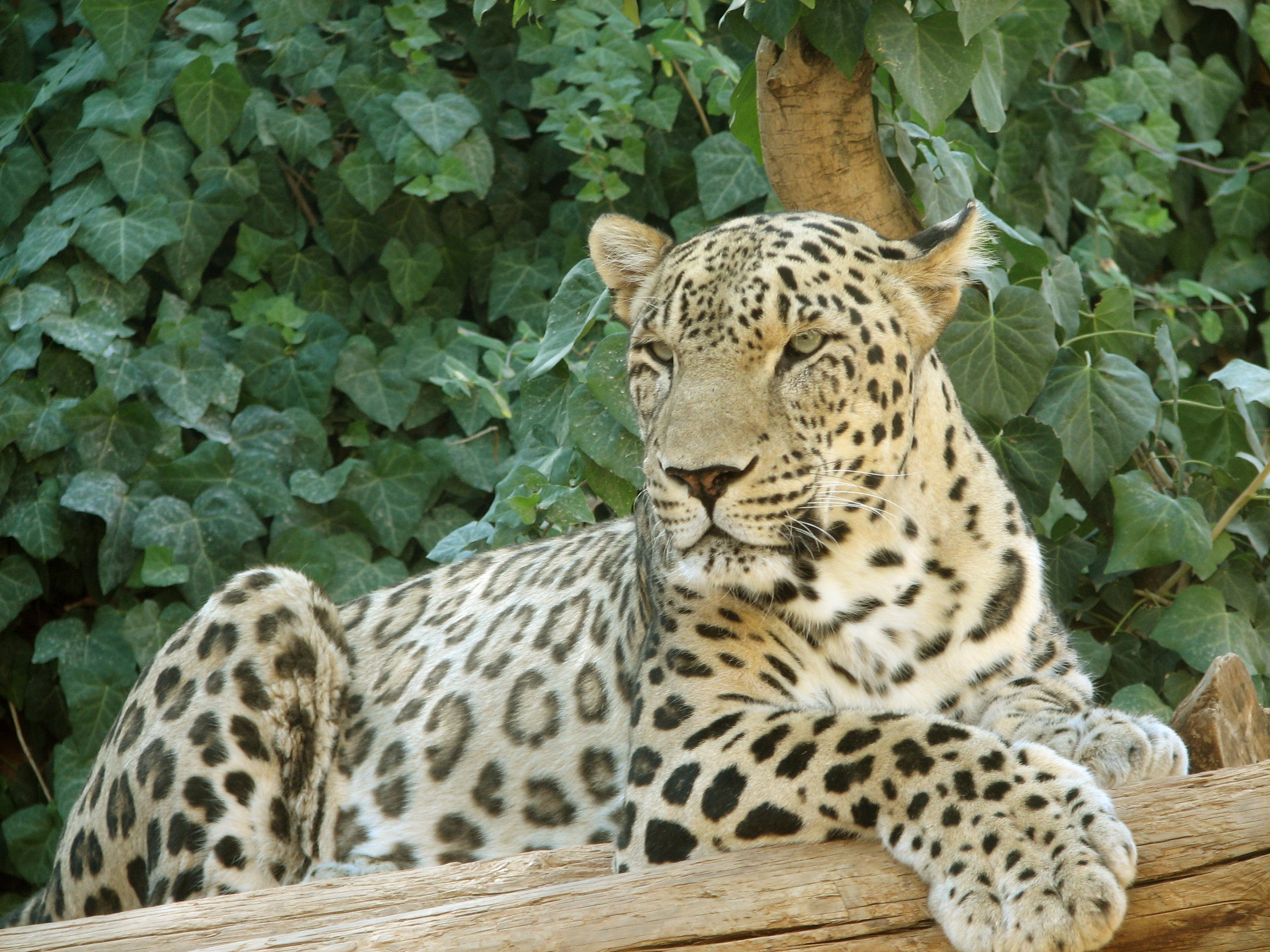
Léopard de Perse

### Réserve naturelle de Chikakhokhcki
La réserve naturelle de Chikakhokhcki est située à l'extrême sud du pays dans le marz de Syunik, sur le versant nord de la chaîne de Megrinski. Le climat y est chaud et humide. Sa superficie est d'environ 10 000 ha.
On y trouve plus de 1 000 espèces de plantes. Parmi celles-ci des espèces rares de fougères. La réserve est un lieu de croissance pour de nombreuses espèces en voie de disparition : la perce-neiges transcaucasienne, le poirier du Zanguezour et d'autres encore.
La réserve est située sur à une altitude variant de 1 000 mètres à 3 000 mètres. À basse altitude on rencontre le Diospyros lotus, le grenadier commun, le Paliurus spina-christi, le hêtre occidental, le platane d'Orient, le noyer commun, le châtaignier, des bosquets d'ifs. Jusqu'à une altitude de 2 200 mètres s'étendent les forêts de chênes et de charmes, pour la protection desquels la réserve avait été créée en 1958 ; jusqu'à 2 600 mètres on trouve le bouleau, le sorbier et le genévrier et plus haut encore des prairies et terres arbustives de montagne.

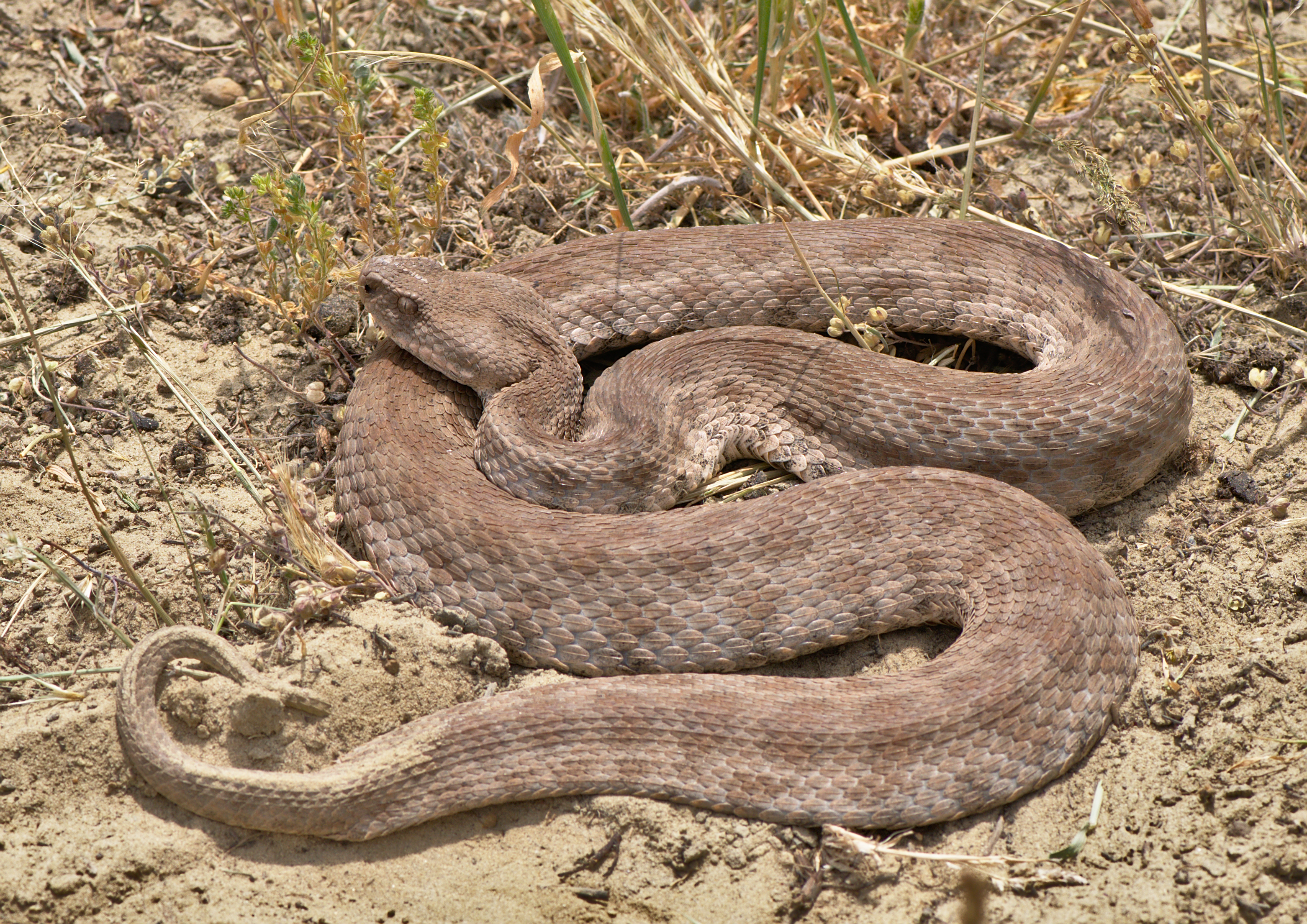
Macrovipera lebetina

Différentes espèces de serpents se retrouvent dans la réserve : le Macrovipera lebetina, l'Eryx miliaris, l'Orientocoluber spinalis, etc. On note encore dans la réserve naturelle de Chikakhokhcki la présence de la panthère du Caucase (léopard de Perse ou d'Arménie). Habitent également cette zone : l'ours brun, le sanglier, le chevreuil, le loup, la marte, le porc-épic. Parmi les oiseaux, on trouve le vautour fauve (anciennement dénommé griffon), la huppe fasciée, le rougequeue à front blanc, le pic vert, des espèces de rapaces nocturnes et autres.

### Réserve naturelle d'Erebouni

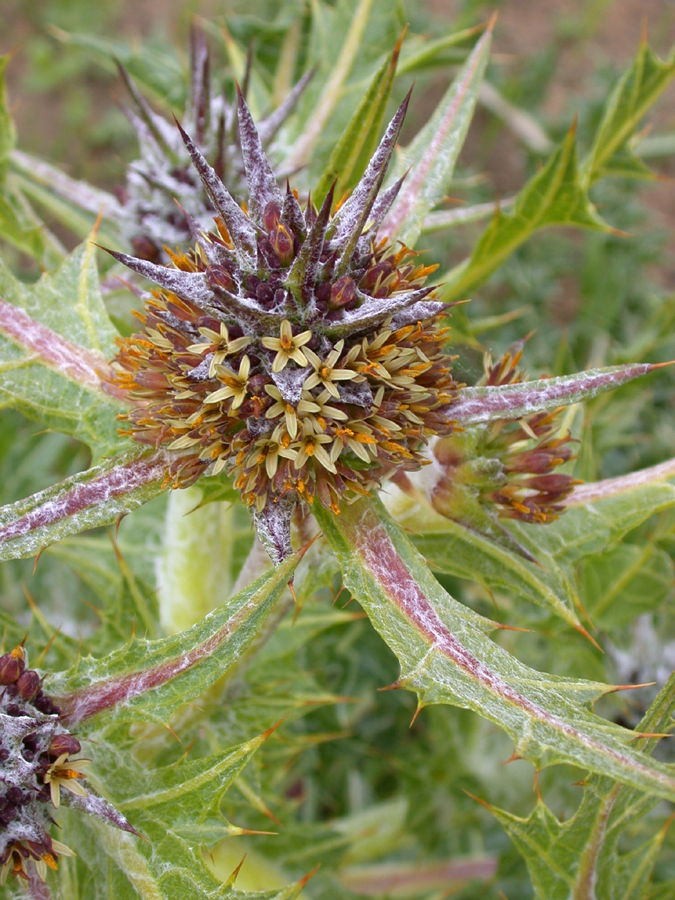
Gundelia tournefortii

La réserve d'Erebouni est située à peu de distance d'Erevan, dans la partie centrale du massif de Vokhiaberdski, entre les villages de Chorboulakh et Gekhadir. Le sol y est argileux. La réserve a été créée en 1981 ; elle occupe une superficie de 90 ha environ. Sur le territoire de la réserve se développent principalement des variétés de graminées, qui existaient déjà il y a plus d'un million d'années : le Triticum araraticum, le Triticum boeoticum et le Triticum urartu. En tout, on peut estimer les espèces de plantes représentées à 300 : différentes variétés de primevères, d'iris, le Gundelia tournefortii, l'égilope, l'Actinolema, le Thlaspi szowitsianum, le Cichorium glandulosum et beaucoup d'autres espèces. Sont représentés également différentes variétés rares de coléoptères, 9 espèces de serpents et de reptiles, quelques amphibiens, le renard, la belette, le loup, le blaireau, la marte et environ 50 espèces d'oiseaux.

« Il m'est arrivé d'étudier de nombreux pays qui possédaient des terres agricoles considérées généralement comme anciennes, mais il est difficile de trouver un endroit plus intéressant que celui du village de Chorboulakh. »

— Nikolaï Vavilov

## Parc nationaux

### Parc national de Dilidjan
Le parc national de Dilidjan a été créé en 1958, pour protéger les forêts de hêtres et de chênes, les pins, les ifs et les lacs de montagne (lac Parz et Lac Goch) ; il occupe une superficie de 27 995 ha.

### Parc national de Sevan
Le lac Sevan est le deuxième des lacs navigables au monde par son altitude à 1 900 m, après celui de Titicaca (3 812 m).
Le parc national a été créé en 1978 pour protéger le lac Sevan et les zones environnantes. Sa superficie, en ce compris la zone tampon, atteint 150 100 ha dont 125 300 ha pour les seules eaux du lac lui-même. Le niveau du lac augmente chaque année de 30 à 40 cm depuis les dispositions prises à cet effet. 

### Parc national du lac Arpi
Le parc national du lac Arpi a été créé en 2010, dans le nord-ouest de l'Arménie, dans le marz de Chirak en vue de préserver des monuments naturels, la diversité des paysages et des milieux liés à la rivière Akhourian, du lac Arpi et d'Ardenis, les écosystèmes alpins et les prairies inondables situées entre le côté oriental de la chaîne de montagne Egnakhara et le côté sud-ouest de la chaîne de Dilidjan. L'altitude varie de 2 000 mètres dans les vallées à 3 000 mètres dans les montagnes. L'hiver, le climat y est le plus rude de la région : les températures peuvent atteindre −50 degrés C, les tempêtes transforment le parc en un désert enneigé.
La superficie du parc national du lac Arpi s'élève à 62 000 ha sur lequel on peut trouver 670 espèces de plantes environ, dont 22 espèces sont classées dans le Livre rouge de l'Arménie. Dans le parc vivent 30 espèces de mammifères et 200 espèces d'oiseaux dont 40 espèces sont reprises au Livre rouge de l'Arménie.
Parmi les plantes on peut trouver notamment de l'Astragale, différentes espèces de Sorbus, des fleurs du genre Adonis (espèce Adonis Wolgensis).
Neuf espèces de poissons vivent dans le lac parmi lesquels le Coregonus, le Barbus et la Carpe commune.
Dans le territoire du parc vivent aussi 6 espèces d'amphibiens (Crapaud vert, Grenouille rieuse), 17 espèces de reptiles (Darevskia armeniaca, Natrix natrix, Coronella, Viperidae).
Le nombre d'espèces d'oiseaux s'élève à 267 parmi lesquels : le Goéland d'Arménie, le Canard à ailes blanches, le Canard colvert, l'Oie cendrée, la Foulque macroule, le Cygne chanteur, le Phalacrocorax, l'Ibis falcinelle et beaucoup d'autres.

### Parc national d'Arewik

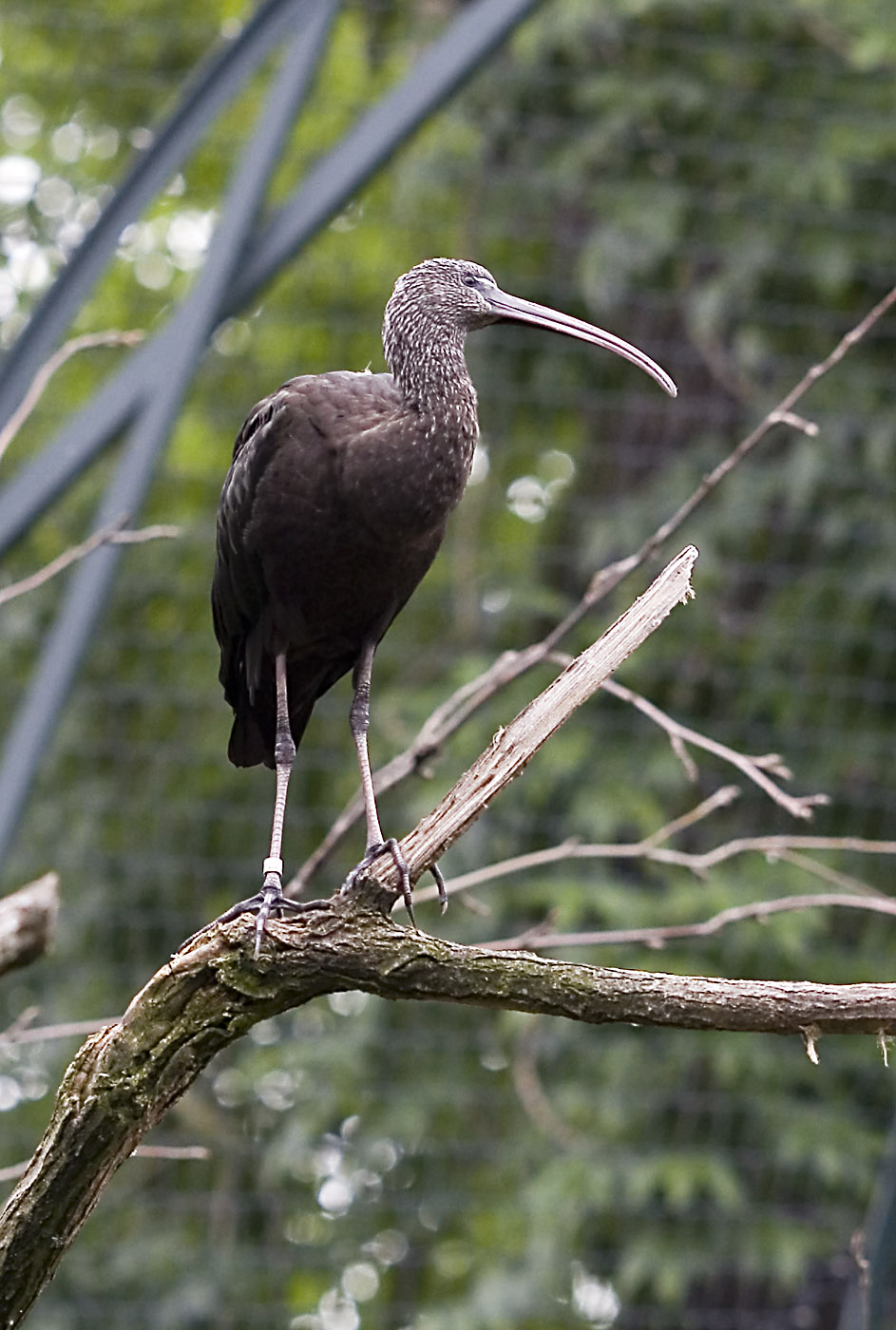
Ibis falcinelle

Le parc national d'Arewik est situé à l'extrême sud de l'Arménie, dans l'oblast de Syunik, dans la région de la chaîne de Meghri, dans le bassin de la rivière Meghri, et s'étend sur une surface de plus de 34 400 ha. Il a été créé en 2010 en vue de protéger l'écosystème de la région (forêt tempérée décidue, semi-désert, steppe de montagne, genévriers, prairies alpines et sub-alpines). Et protéger également des espèces animales rares et menacées, comme celles de la Panthère de Perse (léopard d'Iran), de l'Hyène tachetée , de la Capra aegagrus, du Mouflon d'Arménie, de l'Ours brun, de la Loutre d'Europe, du Tétraogalle de Perse, du Tétras du Caucase, de la Vipère d'Arménie et d'autres encore. Sur le territoire du parc national, il y a plus de 1 500 espèces de plantes, environ 245 espèces de vertébrés, parmi lesquelles 12 espèces se retrouvent dans le Livre Rouge de l'Arménie. Y vivent également 34 espèces de mammifères : le Putois marbré, la Loutre d'Europe, le loup, le renard, la martes et d'autres encore.

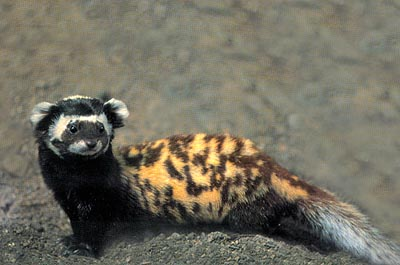
Putois marbré

## Zakazniks
Les zakazniks ont été organisés en Arménie durant les années 1950-1970. Conformément à la loi sur les zones naturelles spécialement protégées de la République d'Arménie, « les zakazniks d'État sont des zones désignées pour toujours ou temporairement, où est assurée la protection et la reproduction des éléments naturels représentant une valeur de référence scientifique, historique, culturelle et économique certaine ». 
Actuellement, le nombre de zakazniks est d'une trentaine répartie dans toutes les Régions de l'Arménie. Leur superficie respective s'élève de 40 ha pour le plus petit à 17 369 ha pour le plus grand, celui-ci étant situé dans le massif de Zanguezour dans le marz de Syunik, au sud du pays.

## Monuments naturels
La liste officielle de l'Arménie comprend 230 monuments de la nature.

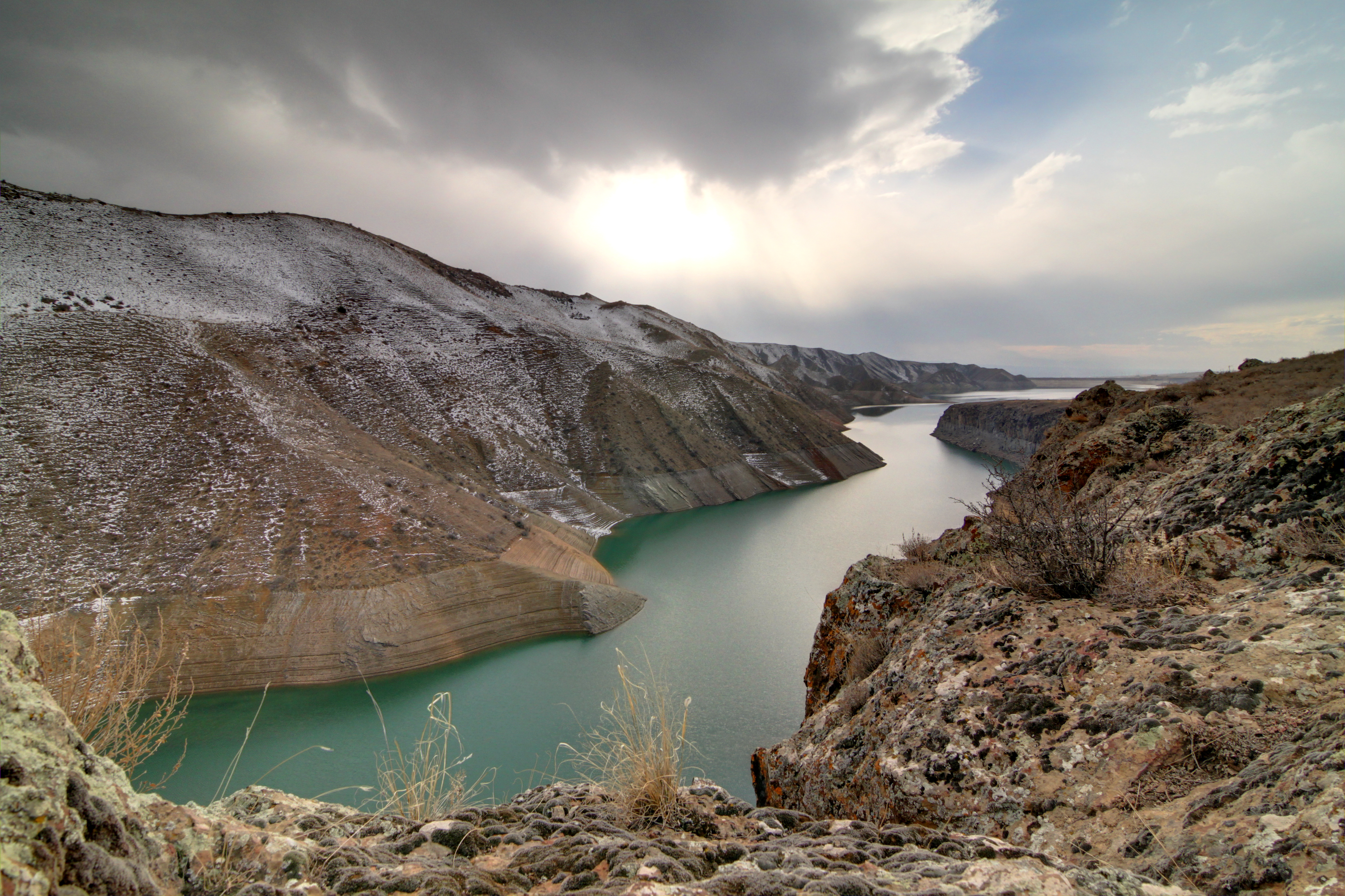
Rivière Azat — monument naturel en Arménie

En vertu de la loi sur les territoires naturels spécialement protégés (1991), en Arménie, les monuments naturels possèdent le statut de territoires spécialement protégés et sont des sites naturels d'importance exceptionnelle ou typiquement scientifiques ou encore présentant une valeur historique et culturelle particulière.
Les grandes différences génétiques, d'âge, morphologiques et autres des complexes paysagers ainsi que de leurs composants individuels ont créé une riche diversité parmi les monuments naturels. Beaucoup d'entre eux sont porteurs de références internationales.
Parmi les monuments inanimés, on trouve les dernières formations volcaniques dans les vallées des rivières Azat, Arpa, Hrazdan qui se présentent comme des colonnes de basalte à Garni, mais aussi les cônes volcaniques de la chaîne de Gegham et de la chaîne de Vardenisski et de nombreux lacs de montagne, des sources et de l'eau douce.

## Sites Ramsar
La convention de Ramsar est entrée en vigueur en Arménie le 6 novembre 1993. En janvier 2020, le pays compte trois sites Ramsar, couvrant une superficie de 4 935,11 km2 (soit près de 17% du territoire arménien).